# Magnesiocopiapite
La magnesiocopiapite è un minerale appartenente al gruppo della copiapite.